# Estadio Santa Laura
El Estadio Santa Laura – Universidad SEK o simplemente conocido como Estadio Santa Laura es la sede actual del club de fútbol chileno Unión Española. Está ubicado en Julio Martínez Prádanos 1365, en la comuna de Independencia, al norte de la ciudad de Santiago, Chile. Lugares de referencia cercanos incluyen el Hipódromo Chile y la Plaza Chacabuco. Este recinto deportivo está enmarcado dentro del servicio alimentador de la Zona B del Transantiago y es accesible a través de la estación Plaza Chacabuco de la Línea 3 del Metro de Santiago.
Fue en este recinto deportivo donde se llevó a cabo el primer partido oficial de la era profesional del Fútbol Chileno, el 22 de julio de 1933. En dicho encuentro se enfrentaron los equipos de Audax Italiano y Morning Star, y finalizó con una victoria de los itálicos por 3-1.
Desde mayo de 2008, el recinto es operado por la Universidad SEK Chile, que adquirió la totalidad del club y la concesión del estadio por 30 años. Como parte de este acuerdo, se anunció una remodelación importante del estadio.
La primera etapa incluyó la reparación de los camarines y baños, oficinas administrativas, accesos, y la instalación de asientos individuales en la tribuna Pacífico. La segunda etapa abordó la remodelación de las tribunas Andes y Sur, la provisión de asientos individuales, la creación de palcos, la instalación de un nuevo marcador electrónico y la implementación de estacionamientos subterráneos en el lugar.

## Historia

### Construcción
El día 21 de octubre de 1922, el abogado y parlamentario Absalón Valencia y su esposa María Luisa Montau vendieron los 45.033,80 m² de terreno de la chacra La Obra, hijuela de La Palma, por un total de $ 257.934,50. Los compradores fueron Rosendo de Santiago, José Goñi, Evaristo Santos y Juan Francisco Jiménez, integrantes de la comisión encargada de construir el futuro recinto deportivo de la Unión Deportiva Española. Con la compra-venta realizada, se comenzó con la construcción del recinto deportivo, la cual finalizó el 12 de noviembre de 1922.

### Inauguración
El estadio fue inaugurado el 10 de mayo de 1923, con una capacidad máxima para 5000 espectadores. Para la inauguración, se organizaron dos partidos de fútbol amistosos entre los primeros y segundos equipos de la Unión Deportiva Española y el Audax Italiano. El encuentro principal concluyó con un triunfo para Audax Italiano por 1-0, adjudicándose la copa Guillermo Gellona, donada por el empresario italiano del mismo nombre.
Con la inscripción oficial de la rama de tenis del club ante la Asociación de Lawn Tenis de Chile, en 1923, la directiva decidió construir cuatro pistas de baldosas y dos de ladrillo molido para dicha sección deportiva, las cuales fueron terminadas en mayo de 1924. El 15 de junio de ese mismo año se inauguró el velódromo, con una pista de aproximadamente 500 m.

### Proyectos

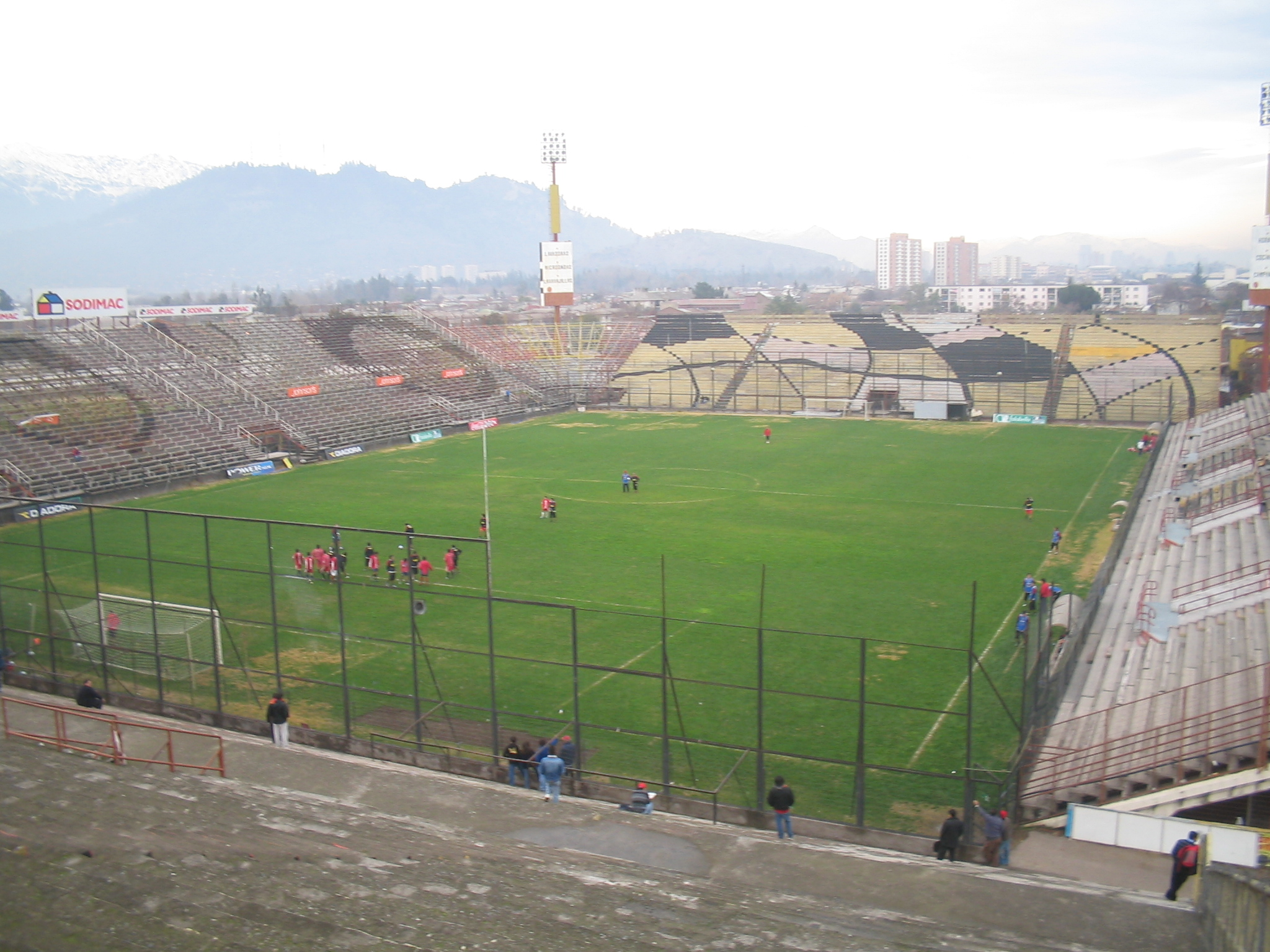
Aspecto del estadio en julio de 2007.

Tras una asamblea de socios efectuada el martes 5 de julio de 2005 en el Estadio Español de Las Condes, se decidió, por 104 votos a favor (de un total de 107 votos) aceptar la propuesta del presidente del club Salvador Calera, de concretar un proyecto de sociedad anónima, bajo el nombre de Inmobiliaria y Promotora Unión Española S.A. El proyecto presentaba en primera instancia, la reconstrucción del estadio y la construcción de un centro comercial, todo en el mismo terreno donde actualmente se ubica el estadio. Por este motivo, los socios del club deportivo facultaron a Salvador Calera con la libertad de decidir el destino del actual estadio.
El proyecto del centro comercial debía ser operado por la Sociedad Anónima Inmobiliaria Terrenos y Establecimientos Comerciales (Saitec), empresa filial de D&S S.A. Según el proyecto, que tendría un costo de aproximadamente US$ 23 000 000, el recinto contaría con tres niveles y dos subterráneos, donde se encontrarían 80 locales comerciales menores y dos tiendas comerciales grandes: un supermercado Líder y una tienda departamental La Polar (cada una de aproximadamente 6000 m²). El proyecto del centro comercial también consideraba la construcción de un patio de comidas y un centro de entretención, con juegos y salas de cine.
Por su parte, el recinto deportivo sería administrado por la Corporación Interamericana de Entretenimiento (CIE), quien se encargaría de la organización de eventos y espectáculos, la venta y control de entradas, la seguridad y la mantenimiento del recinto deportivo, entre otros aspectos. El plan del nuevo recinto deportivo planeaba la construcción de un estadio con pasto sintético, techado y con una capacidad aproximada de 15 000 personas. El complejo inmobiliario contaría en total con 1600 estacionamientos subterráneos.
Por motivos estrictamente comerciales, el club deportivo planeaba vender el nombre del estadio. Inicialmente, la Inmobiliaria y Promotora Unión Española S.A. ingresaría oficialmente a la Bolsa de Comercio de Santiago en el segundo semestre de 2006. Para ello se aprobó la integración de dos socios estratégicos que administrarían los dos proyectos. Tras sucesivas postergaciones del proyecto, finalmente quedó descartado.
Si bien al momento de la construcción, el estadio estaba fuera del radio urbano, en la actualidad se encuentra cercano a la Plaza Chacabuco, en la comuna de Independencia. Unión Española administra el complejo con capacidad para 20 000 personas, dispuesto en 4,2 h donde se encuentran 2 canchas y 4 multicanchas, además de las oficinas, camarines y servicios fundamentales para atender a los espectadores.

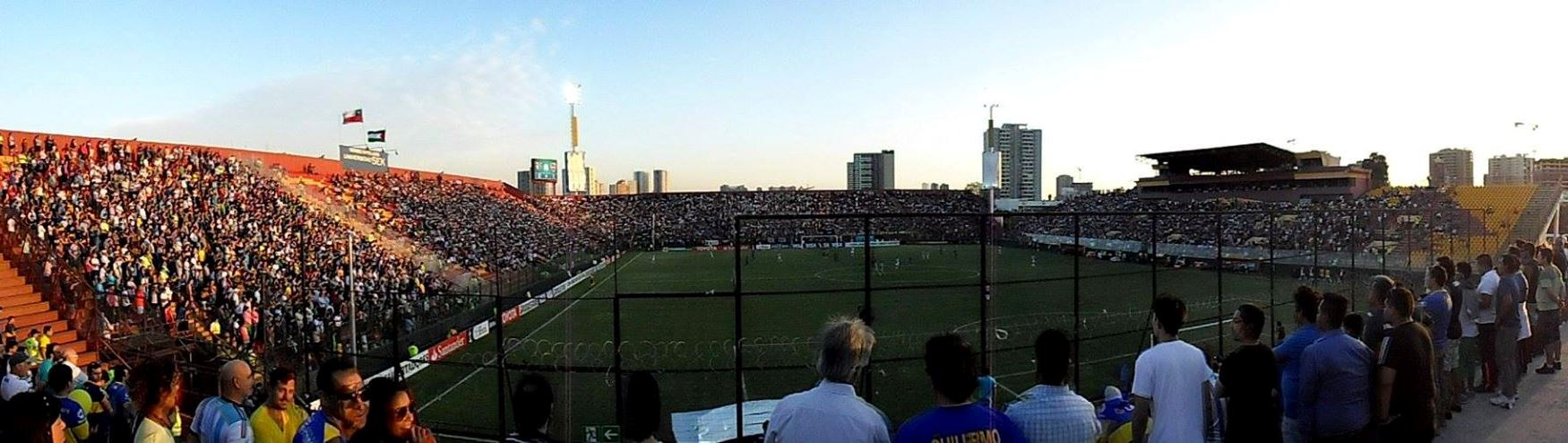
Imagen panorámica del Estadio Santa Laura.

### Remodelación

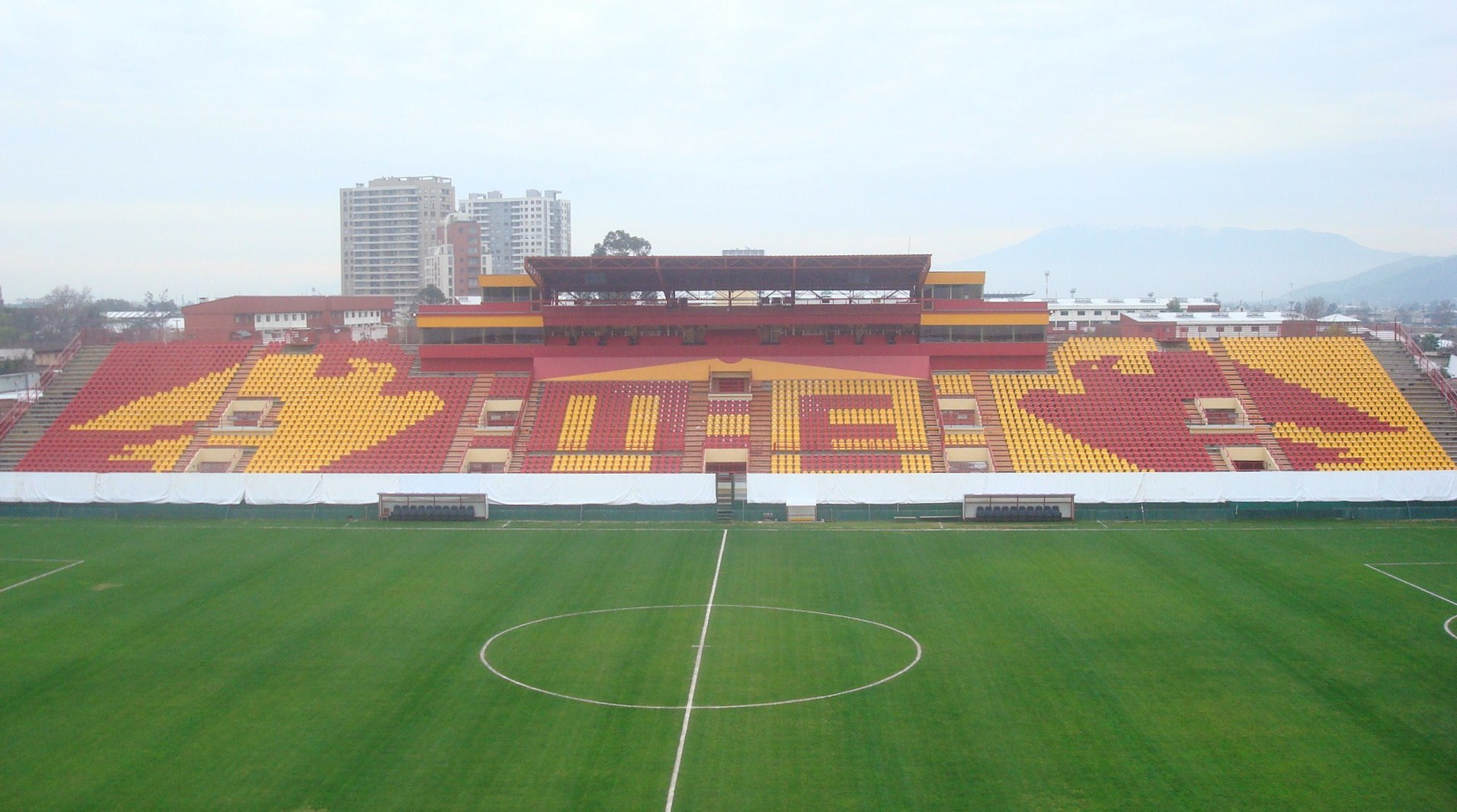
Butacas del sector Tribuna del estadio.

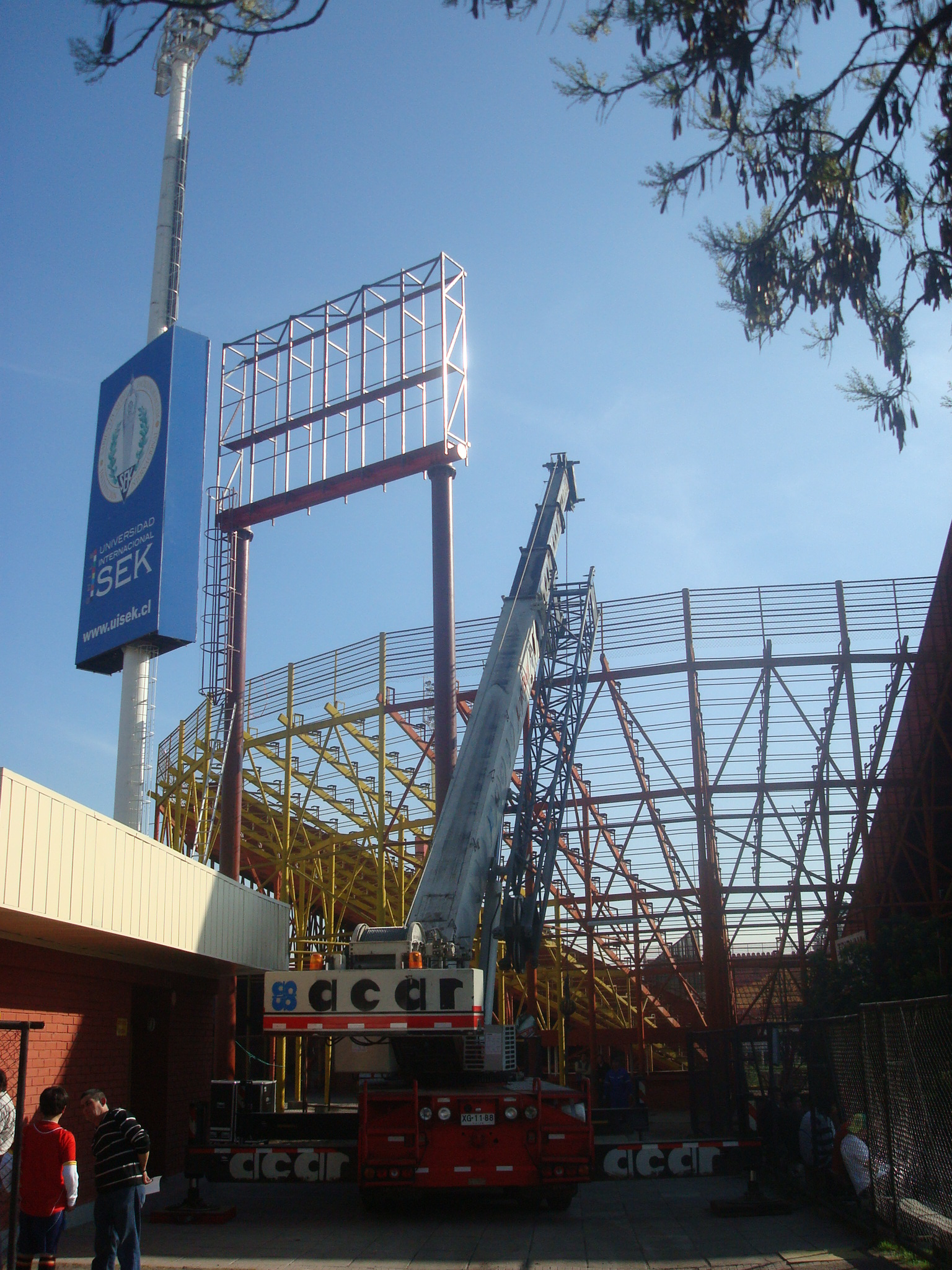
Instalación del nuevo marcador electrónico.

Desde mayo de 2008, el recinto es operado por la Universidad Internacional SEK Chile, quien adquirió la totalidad del club y la concesión del estadio por 30 años por $ 2500 000 000. El acuerdo contempla la opción de compra de este por parte de la universidad luego del décimo año de concesión, con el resguardo de que no cambiará el uso del suelo (seguirá siendo un recinto deportivo), evitando su posterior venta para otros usos.
Jorge Segovia asumió el mando del club en representación de la Universidad Internacional SEK Chile, el 6 de mayo, en una conferencia de prensa en la cual estuvo presente el expresidente, Salvador Calera. En la conferencia anunció la inversión de $ 4.000.000.000 en la remodelación del estadio mediante dos etapas, que pretenden entregar un estadio para 20 000 espectadores, todos sentados.
El 2 de junio de 2009, la administración renombró su principal recinto deportivo como Estadio Santa Laura-Universidad SEK.

## Conciertos e incidentes
El estadio ha sido utilizado principalmente para eventos deportivos, y muy pocas veces ha albergado otro tipo de eventos masivos. Una de esas ocasiones fue en 1997, cuando la banda de rock Deep Purple visitó Chile por primera vez. Este concierto fue empañado por el colapso de la torre de control cayendo sobre el público. El saldo fue de 35 personas heridas, en lo que pudo ser una tragedia mayor, ya que el estadio estaba repleto y la seguridad no era la suficiente.
Lista de conciertos
| Fecha                       | Artista o banda | Notas                                       |
| --------------------------- | --- | ------------------------------------------- |
| 27 de febrero de 1983       | Zalo Reyes | —                                           |
| 25 de marzo de 1988         | Los Jaivas | —                                           |
| 16 de febrero de 1989       | Thomas Anders | —                                           |
| 29 de octubre de 1989       | Quilapayún Congreso | —                                           |
| 4 de noviembre de 1989      | Los Jaivas | Los caminos que se abren II                 |
| 2 de marzo de 1990          | Luis Miguel | —                                           |
| 10 de marzo de 1990         | Sol y Lluvia | Adiós general... Adiós carnaval             |
| 23 y 24 de marzo de 1992    | Silvio Rodríguez | —                                           |
| 27 de febrero de 1997       | Deep Purple | Accidente torre de control                  |
| 1 y 3 de septiembre de 2000 | Sol y Lluvia Illapu Gondwana | —                                           |
| 3 de noviembre de 2000      | Antonio Ríos Ráfaga La Gran Magia Tropical La Nueva Sensación Tropical | Cumbre de la música sound                   |
| 29 de diciembre de 2001     | Los Tetas La Floripondio Dogma Dorso Weichafe Papanegro Los Revoltosos Boa Los Mox Yajaira Rékiem Hielo Negro Inquisición | Festival doce horas de rock                 |
| 2 de marzo de 2002          | Buddy Richard Fresia Soto Miguel Zabaleta Antonio Zabaleta Danny Chilean Luis Dimas Peter Rock Marisa Luis Zapata Carmen Maureira Larry Wilson | Tributo a la Nueva ola                      |
| 14 de marzo de 2014         | Calle 13 Manuel García Chico Trujillo | —                                           |
| 8 de mayo de 2015           | Sol y Lluvia Juana Fe Tomo Como Rey Banda Conmoción La Moral Distraída 3x7 Veintiuna Sexual Democracia Cholomandinga Palta Meléndez | Festival por agua en ayuda para Antofagasta |
| 3 de septiembre de 2016     | Rammstein The Offspring Dead Kennedys Meshuggah Anti-Flag Hellyeah Valium All Tomorrows | RockOut Fest 2016                           |
| 23 de abril de 2022         | Paloma Mami Bomba Estéreo Boy Pablo Miranda! Ases Falsos Javiera Mena Perotá Chingó Paco Amoroso Harry Nach Ca7riel El Mató a un Policía Motorizado Bandalos Chinos Akapellah Sara Hebe Los Espíritus Fármacos Marineros Liricistas We Are the Grand Soulfía | Festival ritual                             |
| 10 de noviembre de 2022     | The Killers LP Miranda! Fother Muckers Las Ligas Menores We Are The Grand | RockOut Fest 2022                           |
| 11 y 12 de marzo de 2023    | Los Bunkers | Concierto de reencuentro                    |
| 30 de abril de 2023         | Kiss Scorpions Deep Purple Helloween Skid Row | Masters of Rock                             |